# Pike County (Ohio)
 For alternative betydninger, se Pike County. (Se også artikler, som begynder med Pike County)
Pike County er et county i den amerikanske delstat Ohio. Amtet grænser op imod Ross County, Ohio i nord, Jackson County, Ohio i øst, Scioto County i syd, Adams County i sydvest og Highland County i vest. 
Ifølge den amerikanske Census Bureau havde amtet et samlet areal på 1150 km ², hvoraf 1.143 km ² er land og 6 km² (0,55%) er vand.I 2000 havde amtet en befolkningen på 27.695. Amtets hovedby var Waverly. 
Pike County blev grundlagt den 1. februar 1815 af et områder som tidligere var del af Scioto, Ross, og Adams amter, og blev opkaldt efter  Zebulon Pike, en soldat, der blev dræbt i krigen i 1812.

## Demografi
Ifølge folketællingen fra 2000 boede der 27,695 personer i amtet. Der var 10,444 husstande med 7,665 familier. Befolkningstætheden var 24 personer pr. km². Befolkningens etniske sammensætning var som følger: 96.72% hvide, 0.89% afroamerikanere.
Der var 10,444 husstande, hvoraf 35.50% havde børn under 18 år boende. 56.80% var ægtepar, som boede sammen, 11.90% havde en enlig kvindelig forsøger som beboer, og 26.60% var ikke-familier. 22.80% af alle husstande bestod af enlige, og i 10.40% af tilfældene boede der en person som var 65 år eller ældre.
Gennemsnitsindkomsten for en husstand var $31,649 årligt, mens gennemsnitsindkomsten for en familie var på $35,934 årligt.